# Erik Sundblad (ingenjör)
Knut Erik  Sundblad, född 26 januari 1929 i Hudiksvall, Gävleborgs län, död 15 februari 1984 i Stora Kopparbergs församling, Falu kommun, var en svensk civilingenjör och företagsledare.

## Biografi
Erik Sundblad var son till Gunnar Sundblad. Erik Sundblad var VD vid Wifstavarfs AB 1961–1965 innan han tog över som disponent vid Stora Kopparbergs Bergslags AB 1966. Under 1970- och 1980-talen befann sig svensk stålindustri i kris, som i högsta grad drabbade Stora Kopparbergs Bergslags AB. Sundblad blev 1984 kallad till möte med Peter Wallenberg. På väg till mötet begick han självmord.